# Montfort (Țările de Jos)
Montfort (limburgheză: Mofert) este o localitate în sud-estul Țărilor de Jos, în comuna Roerdalen din provincia Limburg, Țările de Jos. Până în 1991 localitatea era o comună separată.